# Shijiazhuang Gongfu FC

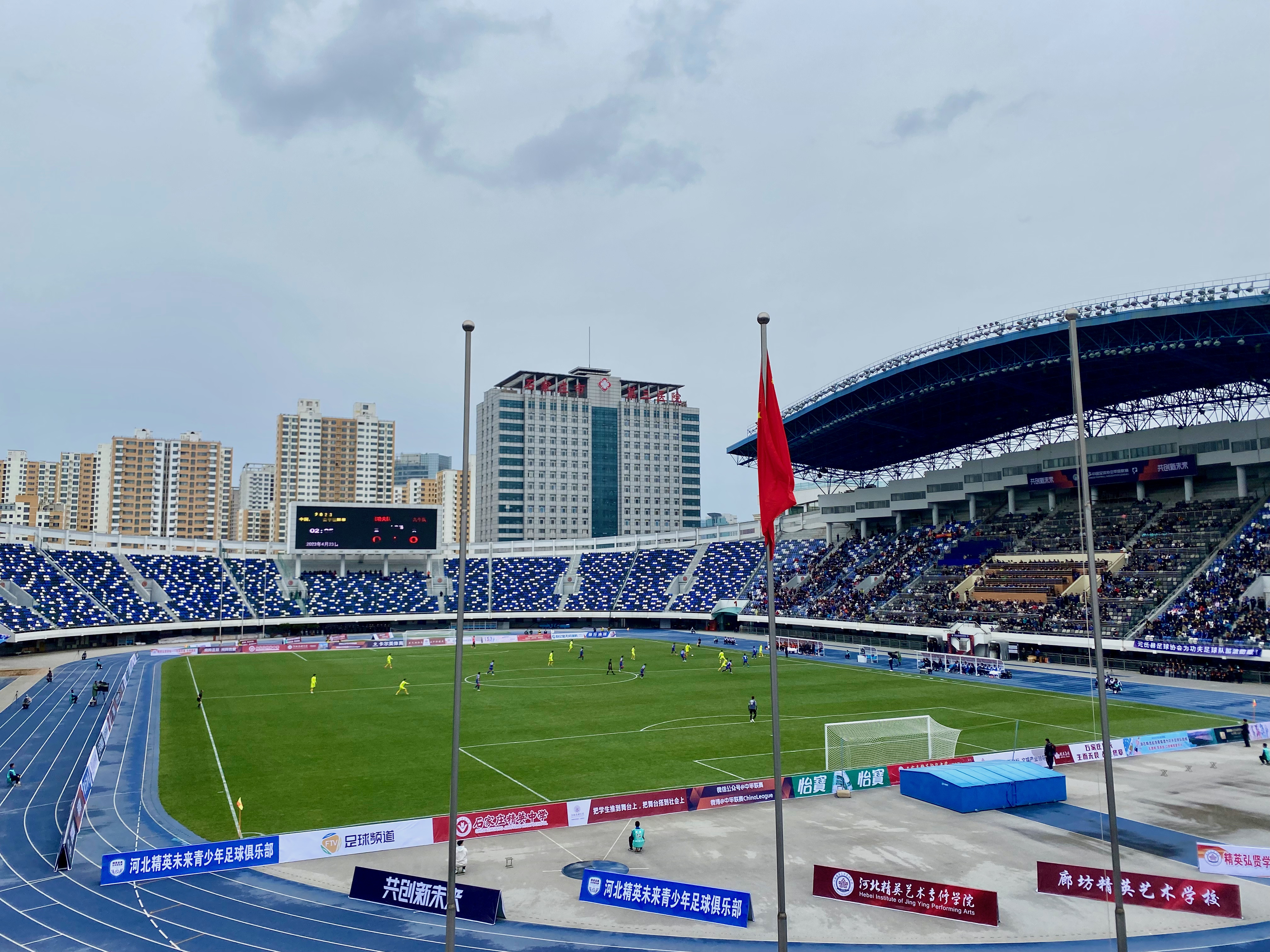
Stadion (2023)

Der Shijiazhuang Gongfu Football Club (chinesisch 石家庄功夫足球俱乐部) ist ein chinesischer Fußballverein aus Shijiazhuang (chinesisch 石家莊市 / 石家庄市). Der Verein spielt in der zweiten Liga des Landes, der China League One.

## Namenshistorie
| Von  | Bis   | Name                                                     |
| ---- | ----- | -------------------------------------------------------- |
| 2020 | 2020  | Hebei Jingying Zhihai (chinesisch 河北精英志海)          |
| 2021 |       | Hebei Kungfu (chinesisch 河北功夫)                       |
| 2022 | heute | Shijiazhuang Gongfu FC (chinesisch 石家庄功夫足球俱乐部) |

## Geschichte
Der Verein wurde 2020 als Hebei Jingying Zhihai FC gegründet. Hier startete der Verein in der Hebei FA Amateur League. Im Finale besiegte man Tangshan Haihuang Mingzhu und startete anschließend in der Chinese Champions League. Hier konnte man sich jedoch nicht durchsetzen. 2021 benannte sich der Verein in Hebei Kungfu FC um. Aufgrund des Rückzugs anderer Mannschaften wurde man 2021 in die China League Two aufgenommen. Hier belegte man in der Gruppenphase den dritten Platz und qualifizierte sich für die Aufstiegsrunde. In der Aufstiegsrunde belegte man den zweiten Platz und stieg in die China League One auf. 2022 wurde der Verein in Shijiazhuang Gongfu FC umbenannt.

## Stadion
Der Verein trägt seine Heimspiele voraussichtlich im Yutong International Sports Center Stadium (chinesisch 裕彤国际体育中心) in Shijiazhuang (chinesisch 石家莊市 / 石家庄市), Provinz Heibei (chinesisch 河北), aus. Das Stadion hat ein Fassungsvermögen von 38.500 Personen.

## Saisonplatzierung
| Saison | Liga             | Level | Platz          |
| ------ | ---------------- | ----- | -------------- |
| 2021   | China League Two | 3     | 3. (Group A)   |
| 2021   | China League Two | 3     | 2. (Group D) ▲ |
| 2022   | China League One | 2     | 4.             |
| 2023   | China League One | 2     | 3.             |
| 2024   | China League One | 2     |                |

## Spieler
Stand: 10. Februar 2022
| Nr. |                     | Position | Name            |
| --- | ------------------- | -------- | --------------- |
| 1   | China Volksrepublik | TW       | Li Yihao        |
| 2   | China Volksrepublik | AB       | Zhang Chenliang |
| 4   | China Volksrepublik | AB       | Lian Bang       |
| 5   | China Volksrepublik | AB       | Li Zhuoyang     |
| 6   | China Volksrepublik | AB       | Ge Hailun       |
| 7   | China Volksrepublik | MF       | Zhang Jiarui    |
| 8   | China Volksrepublik | ST       | Zhang Hao       |
| 9   | China Volksrepublik | ST       | Fu Shang        |
| 10  | China Volksrepublik | MF       | An Yifei        |
| 11  | China Volksrepublik | MF       | Zhu Haiwei      |
| 16  | China Volksrepublik | AB       | Wang Xin        |
| 18  | China Volksrepublik | AB       | Yang Jianfei    |
| 20  | China Volksrepublik | MF       | Wang Pan        |
| 21  | China Volksrepublik | MF       | Jia Xiaochen    |
| 22  | China Volksrepublik | MF       | Shepket Turhon  |
| 23  | China Volksrepublik | MF       | Liu Tianyang    |
| 24  | China Volksrepublik | TW       | Nie Xuran       |
| 27  | China Volksrepublik | ST       | Shi Jun         |

| Nr. |                     | Position | Name          |
| --- | ------------------- | -------- | ------------- |
| 28  | China Volksrepublik | AB       | Sui Donglu    |
| 33  | China Volksrepublik | MF       | He Yuxuan     |
| 34  | China Volksrepublik | AB       | Miao Ming     |
| 41  | China Volksrepublik | TW       | Chen Chuang   |
| 43  | China Volksrepublik | AB       | Li Guanghe    |
| 45  | China Volksrepublik | ST       | Mei Jingxuan  |
| 46  | China Volksrepublik | MF       | Li Heng       |
| 47  | China Volksrepublik | MF       | Chen Haiyang  |
| 49  | China Volksrepublik | AB       | Yun Ziteng    |
| 50  | China Volksrepublik | MF       | Ma Xiaopeng   |
| 51  | China Volksrepublik | TW       | Yu Runze      |
| 52  | China Volksrepublik | MF       | Zhang Kaiyang |
| 55  | China Volksrepublik | MF       | Du Xinpeng    |
|     | China Volksrepublik | ST       | Wang Hanbing  |
|     | China Volksrepublik | MF       | Liu Yijiang   |
|     | China Volksrepublik | MF       | Wang Xintian  |
|     | China Volksrepublik | MF       | Zhou Yangyang |
|     | China Volksrepublik | AB       | Liu Zepeng    |

## Trainerchronik
Stand: 10. Februar 2022
| Trainer   | Nation              | von          | bis   |
| --------- | ------------------- | ------------ | ----- |
| Zhang Hui | Volksrepublik China | 1. März 2020 | heute |